# Tschechische Fußballnationalmannschaft (U-19-Junioren)
Die tschechische Fußballnationalmannschaft der U-19-Junioren ist die Auswahl tschechischer Fußballspieler der Altersklasse U-19. Sie repräsentiert die Fotbalová asociace České republiky auf internationaler Ebene, beispielsweise in Freundschaftsspielen gegen die Auswahlmannschaften anderer nationaler Verbände, aber auch bei der seit 2002 in dieser Altersklasse ausgetragenen Europameisterschaft. Die tschechische Mannschaft konnte sich sechsmal für die Endrunde qualifizieren und nahm einmal als automatisch qualifizierter Gastgeber teil. Einmal konnte das Finale erreicht werden und viermal endete das Turnier für die Tschechen im Halbfinale. Die Tschechen erreichten immer die zweite bzw. Eliterunde der Qualifikation oder hatten ein Freilos (4×) dafür.

## Teilnahme an U-19-Europameisterschaften
- 2002: Gruppenphase
- 2003:  Halbfinale
- 2004: nicht qualifiziert (in der 2. Runde gescheitert)
- 2005: nicht qualifiziert (in der 2. Runde gescheitert)
- 2006:  Halbfinale
- 2007: nicht qualifiziert (in der Eliterunde gescheitert)
- 2008:  Halbfinale, Tomáš Necid Torschützenkönig
- 2009: nicht qualifiziert (in der Eliterunde gescheitert)
- 2010: nicht qualifiziert (in der Eliterunde gescheitert)
- 2011:  Vize-Europameister (nur zweitbester Gruppendritter in der 1. Runde)
- 2012: nicht qualifiziert (in der Eliterunde gescheitert)
- 2013: nicht qualifiziert (in der Eliterunde gescheitert)
- 2014: nicht qualifiziert (in der Eliterunde gescheitert)
- 2015: nicht qualifiziert (in der Eliterunde gescheitert)
- 2016: nicht qualifiziert (in der Eliterunde gescheitert)
- 2017:  Halbfinale
- 2018: nicht qualifiziert (in der Eliterunde gescheitert)
- 2019: Gruppenphase
- 2020: Meisterschaft wegen COVID-19-Pandemie abgesagt (für die abgesagte Eliterunde qualifiziert)
- 2022: nicht qualifiziert (in der Eliterunde gescheitert)

| Bilanz     | Bilanz | Bilanz | Bilanz | Bilanz      | Bilanz | Bilanz    | Bilanz       |
| Runde      | Spiele | Siege  | Remis  | Niederlagen | Tore   | Gegentore | Tordifferenz |
| ---------- | ------ | ------ | ------ | ----------- | ------ | --------- | ------------ |
| 1. Runde   | 045    | 31     | 09     | 05          | 111    | 038       | 073          |
| Eliterunde | 053    | 22     | 07     | 24          | 066    | 079       | −13          |
| Endrunde   | 027    | 11     | 04     | 12          | 042    | 042       | 0±0          |
| Gesamt     | 125    | 64     | 20     | 41          | 219    | 159       | 060          |